# Angourie Rice
Angourie Isabel Teresa Rice (Sydney, 1º gennaio 2001) è un'attrice australiana, nota principalmente per i suoi ruoli di Betty Brant nei film dedicati a Spider-Man nel Marvel Cinematic Universe, di Rose in These Final Hours - 12 ore alla fine e di Holly March in The Nice Guys.

## Biografia
Angourie Rice è nata a Melbourne, in Victoria, Australia, da Jeremy e Kate Rice, rispettivamente un regista ed una sceneggiatrice teatrali. Durante l'infanzia, a causa del lavoro dei genitori, lei e sua sorella minore Kalliope, hanno dovuto trasferirsi di frequente abitando per cinque anni a Perth e per uno a Monaco di Baviera, prima di stabilirsi definitivamente nella città natia dove, qualche anno dopo, inizia a prendere lezioni di recitazione e si iscrive alla Princes Hill High.
A partire dal 2009, Angourie Rice compare in diversi cortometraggi, uno dei quali in collaborazione con il regista Zak Hilditch che, nel 2013, la scrittura come coprotagonista del suo film These Final Hours - 12 ore alla fine al fianco di Nathan Phillips. Poco dopo, l'allora dodicenne attrice, compare nelle sequenze live action all'inizio e alla fine del film d'animazione di Neil Nightingale e Barry Cook A spasso con i dinosauri e, nei successivi due anni, svolge diverse apparizioni in qualità di guest star nelle serie televisive The Doctor Blake Mysteries, Worst Year of My Life Again e Mako Mermaids - Vita da tritone.
Nel 2016 ottiene il ruolo di Tegan, principale antagonista del film di fantascienza-fantasy di David Caesar Nowhere Boys: The Book of Shadows, in merito al quale ha dichiarato: «È stato molto strano perché non ho mai avuto poteri magici prima e non sono mai neanche stata il cattivo quindi ero super eccitata di interpretare Tegan». Nello stesso anno Angourie Rice compare nel film della Warner Bros. The Nice Guys, di Shane Black, al fianco di Russell Crowe e Ryan Gosling, nei panni della figlia del personaggio interpretato da quest'ultimo.
Dal 2017 al 2022 ha interpretato Betty Brant nei film dedicati a Spider-Man nel Marvel Cinematic Universe e nella webserie The Daily Bugle.

## Filmografia

### Attrice

#### Cinema
- These Final Hours - 12 ore alla fine (These Final Hours), regia di Zak Hilditch (2013)
- A spasso con i dinosauri (Walking with Dinosaurs), regia di Neil Nightingale e Barry Cook (2013)
- Nowhere Boys: The Book of Shadows, regia di David Caesar (2016)
- The Nice Guys, regia di Shane Black (2016)
- Spider-Man: Homecoming, regia di Jon Watts (2017)
- L'inganno (The Beguiled), regia di Sofia Coppola (2017)
- Ladies in Black,regia di Bruce Beresford (2018)
- Ogni giorno (Every Day), regia di Michael Sucsy (2018)
- Spider-Man: Far from Home, regia di Jon Watts (2019)
- Spider-Man: No Way Home, regia di Jon Watts (2021)
- Cheerleader per sempre regia di Alex Hardcastle (2022)
- Honor Society, regia di Oran Zegman (2022)
- Mean Girls, regia di Arturo Perez Jr e Samantha Jayne (2024)

#### Televisione
- The Doctor Blake Mysteries – serie TV, episodio 2x07 (2014)
- Worst Year of My Life Again – serie TV, episodio 1x10 (2014)
- Mako Mermaids - Vita da tritone (Mako: Island of Secrets) – serie TV, episodio 2x09 (2015)
- Black Mirror – serie TV, episodio 5x03 (2019)
- Omicidio a Easttown (Mare of Easttown) – miniserie TV, 7 puntate (2021)
- The Daily Bugle – webserie, 13 episodi (2021–2022)
- L’ultima cosa che mi ha detto (The last thing he told me) - miniserie TV, 7 puntate (2023)

#### Cortometraggi
- Hidden Clouds, regia di Michael McCall (2009)
- Mercy, regia di Waheed Naddafi (2011)
- Transmission, regia di Zak Hilditch (2012)
- Coping, regia di Kaiya Jones (2013)

## Doppiatrici italiane
Nelle versioni in italiano delle opere in cui ha recitato, Angourie Rice è stata doppiata da:
- Sara Labidi in The Nice Guys, L’inganno, Ladies in Black, Mean Girls
- Veronica Benassi in Spider-Man: Homecoming, Spider-Man: Far From Home, Spider-Man: No Way Home[8], Honor Society
- Margherita De Risi in Ogni giorno, Omicidio a Easttown, L'ultima cosa che mi ha detto
- Emanuela Ionica in Black Mirror
- Valentina Pallavicino in The Final Hours - 12 ore alla fine
- Roisin Nicosia in Cheerleader per sempre